# Þorvaldur Davíð Kristjánsson
Þorvaldur Davíð Kristjánsson (* 27. September 1983 in Reykjavík), besser bekannt als Thor Kristjansson, ist ein isländischer Schauspieler.

## Leben und Karriere
Þorvaldur wurde am 27. September 1983 in Reykjavík geboren. Er wurde als Sohn des Journalisten Kristján Þorvaldsson und Helga Jóna Óðinsdóttir geboren. Das Schauspiel studierte an der Juilliard School. Sein Debüt gab er 2009 in dem Film Reykjavik Whale Watching Massacre. Anschließend spielte er 2012 in Black’s Game – Kaltes Land die Hauptrolle. 2014 war Þorvaldur in Dracula Untold zu sehen.
Außerdem sprach er Simba in der isländischen Version von Der König der Löwen aus dem Jahr 1994 und Der König der Löwen aus dem Jahr 2019. Unter anderem trat er 2017 in Geisterfjord auf. Seine nächste Hauptrolle bekam er 2022 in dem Film Svar við bréfi Helgu.

## Filmografie
Filme
- 2009: Reykjavik Whale Watching Massacre
- 2012: Black’s Game – Kaltes Land (Svartur á leik)
- 2014: Dracula Untold
- 2014: Vonarstræti
- 2017: Geisterfjord (Ég man þig)
- 2017: The Swan
- 2022: Yes-People (Já-Fólkið)
- 2022: Svar við bréfi Helgu

Serien
- 2020: White Lines
- 2020: Ráðherrann